# John Lyons’ Sports Ground
Der John Lyons’ Sports Ground ist eine Spielstätte für Feldhockey der John Lyon School im London Borough of Harrow.
Während den Olympischen Sommerspielen 1948 war der Platz Austragungsort mehrere Vorrundenpartien des Hockeyturniers. Das Halbfinale sowie das Finale und das Spiel um Bronze wurden im Empire Stadium ausgetragen. Da es im Spiel um Bronze zu einem Remis zwischen Pakistan und den Niederlanden kam, musste in einem Wiederholungsspiel ein Sieger ermittelt werden. Allerdings konnte dieses wegen weiteren Wettkämpfen im Empire Stadium stattfinden und wurde somit auf dem John Lyons’ Sports Ground ausgetragen.